# Zbigniew Matuszewski
Zbigniew Matuszewski (ur. 10 lutego 1946 w Chełmnie, zm. 22 lutego 2022) – polski dyplomata, były dyrektor generalny służby zagranicznej (2001–2004), ambasador RP w Wielkiej Brytanii (2004–2006).

## Życiorys
Absolwent Wydziału Prawa Uniwersytetu Warszawskiego, gdzie następnie pracował 12 lat. W 1980 rozpoczął pracę w Ministerstwie Spraw Zagranicznych. Przez kilka pierwszych lat po studiach podyplomowych w Moskwie pracował w Departamencie Studiów i Programowania MSZ. Był wicedyrektorem oraz dyrektorem gabinetu Ministra Krzysztofa Skubiszewskiego (1991–1993), bezpośrednio po zakończeniu pracy na stanowisku kierownika pionu politycznego Ambasady RP w Londynie (1986–1991). W latach 1993–2000 był zastępcą Stałego Przedstawiciela Polski przy ONZ w Nowym Jorku, tj. w czasie członkostwa Polski w Radzie Bezpieczeństwa ONZ (1996–1997). Przez większą część okresu pracy w Nowym Jorku był wiceprzewodniczącym Specjalnego Komitetu Narodów Zjednoczonych do spraw Operacji Pokojowych. Po powrocie z Nowego Jorku od 2000 do 2001 pracował jako wicedyrektor Biura Spraw Międzynarodowych w Kancelarii Prezydenta.
Od 2001 do 2004 pełnił obowiązki Dyrektora Generalnego Służby Zagranicznej, jako pierwszy po wprowadzeniu nieobowiązującej już ustawy z 27 lipca 2001 o służbie zagranicznej (Dz.U. z 2020 r. poz. 1854). W tym okresie nadzorował organizacyjną i logistyczną stronę reformy w zakresie dostosowania służby zagranicznej do członkostwa w Unii Europejskiej oraz wprowadzenia systemu wizowego dla obywateli Rosji, Białorusi i Ukrainy. W latach 2004–2006 ambasador w Wielkiej Brytanii. Był także Prezesem Fundacji Narodowego Banku Polskiego.
Autor książki Polska w organizacjach międzynarodowych: informator. Tom 1: Organizacja Narodów Zjednoczonych 1945–2010 (ISBN 978-83-7452-054-6).
Odznaczony Krzyżem Kawalerskim Orderu Odrodzenia Polski.
Pochowany na cmentarzu ewangelicko-reformowanym w Warszawie (kwatera 18-3-12).